# Gary Tobian
Gary Milburn Tobian (* 14. August 1935 in Detroit, Michigan) ist ein ehemaliger US-amerikanischer Wasserspringer, der 1960 Olympiasieger im Kunstspringen wurde.
Während viele andere US-amerikanische Wasserspringer nach Michigan zogen, um dort zu trainieren, startete der in Michigan gebürtige Tobian für den Los Angeles Athletics Club und studierte an der University of Southern California. Er gewann von 1955 bis 1960 sechsmal in Folge den AAU-Meistertitel im Kunstspringen und siegte auch zweimal im Turmspringen.
Seine erste internationale Medaille erhielt Tobian bei den Olympischen Spielen 1956 in Melbourne, als er vom Turm Silber hinter dem Mexikaner Joaquín Capilla gewann. In der äußerst knappen Entscheidung hatte der Mexikaner am Schluss 0,03 Punkte Vorsprung vor Tobian.
Bei den Panamerikanischen Spielen 1959 gewann Tobian den Wettbewerb im Kunstspringen. Bei den Olympischen Spielen 1960 in Rom siegte Tobian ebenfalls im Wettbewerb vom 3-Meter-Brett. Vom Turm wurde er nach 1956 erneut Zweiter. Er lag hinter dem in Kalifornien geborenen und in Michigan studierenden Robert Webster.
Im Jahr 1978 wurde er in die Ruhmeshalle des internationalen Schwimmsports aufgenommen.